# Герцог Лейнстер
Герцог Лейнстер — аристократический титул, созданный в пэрстве Ирландии в 1766 году. Дополнительные титулы герцога Лейнстера: маркиз Килдэр (1761), граф Килдэр (1316), граф Оффали (1761), виконт Лейнстер из Таплоу в графстве Бакингем (1747), барон Оффали (1620) и барон Килдэр в графстве Килдэр (1870). Виконтство Лейнстер — пэрство Великобритании, баронство Килдэр — пэрство Соединенного Королевства, а все другие титулы — пэрства Ирландии. Старший сын и наследник герцога Лейнстера носит титул маркиза Килдэра.

## История

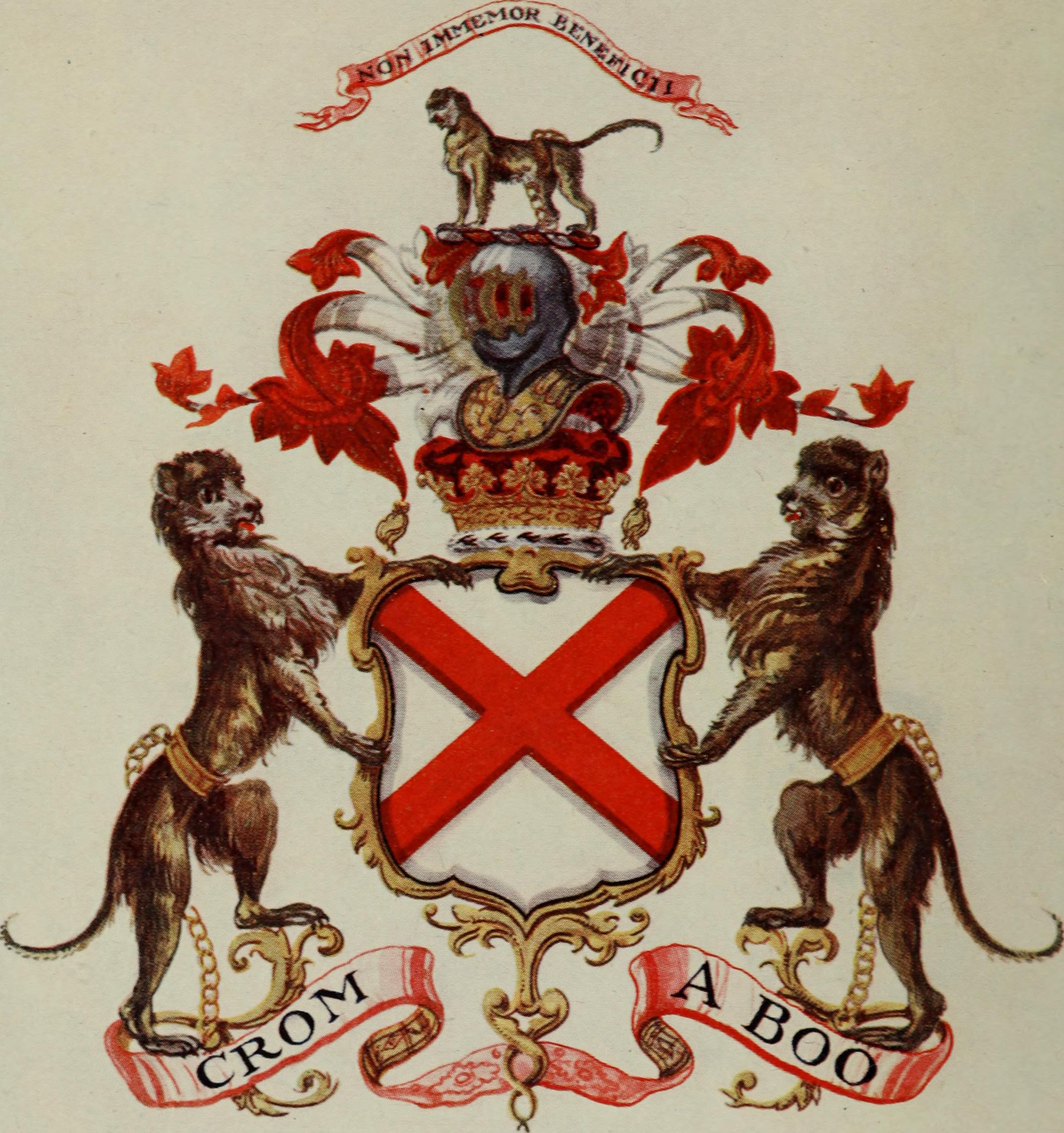
Герб герцогов Лейнстер

Основателями рода была валлийско-нормандская семья Фицджеральдов, которая прибыла в Ирландию в 1169 году. Родоначальником рода был англонормандский барон Морис Фиц-Джеральд (ок. 1100—1176), лорд Лланстефана, Мейнута и Нейса. Его старший сын Джеральд Фиц-Морис, 1-й лорд Оффали (ок. 1150—1204) унаследовал от отца Оффали и стал основателем ветви Фицджеральдов из Килдэра. Фицджеральды стали основателями графства Килдэр. Первым графом Килдэр стал Джон Фицджеральд (1250—1316), 4-й лорд Оффали с 1287 года. Джеральд Фицджеральд, 8-й граф Килдэр, и его сын Джеральд Фицджеральд, 9-й граф Килдэр, занимали должности заместителей лорда-лейтенанта Ирландии. Томас Фицджеральд, 10-й граф Килдэр, в 1537 году был лишён владений за неудачное восстание против английское господства. В 1554 году Джеральд Фицджеральд, сводный брат Томаса, был восстановлен в титулах графа Килдэра и барона Оффали. В 1569 году он получил от короля патент на титул графа Килдэра.
Семья Фицджеральдов первоначально проживала в замке Мейнут в Мейнуте в графстве Килдэр. Позднее род владел поместьями в графстве Уотерфорд, их резиденция была перенесена в Картон-хаус в Мейнуте, в окрестностях Дублина. Фицджеральды построили в Дублине большой особняк под названием Килдэр-хаус. Когда граф Килдэр стал герцогом Лейнстера, дом был переименован в Ленстер-хаус. Один из его владельцев, лорд Эдвард Фицджеральд, был одним из руководителей Ирландского восстания 1798 года.
Герцоги Лейнстера продали Ленстер-хаус в 1815 году Королевскому Дублинскому обществу. В 1922 году правительство Ирландской республики разместило в Ленстер-хаусе парламент, выкупив в 1924 году особняк у Королевского Дублинского общества.
Герцоги Лейнстерские в начале XX века потеряли все имущество и владения в Ирландии. В настоящее время герцогская семья проживает в Рамсдене (графство Оксфордшир).

## Герцоги Лейнстер, первая креация (1691)
- 1691—1719: Мейнхардт Шомберг, 3-й герцог Шомберг, 1-й герцог Лейнстер (1641—1719), третий сын Фридриха Армана де Шомберга, 1-го герцога Шомберга, маршала Франции. В 1691 году за его участие в битве на реке Бойн Мейнхардт Шомберг получил от короля Вильгельма Оранского титул герцога Лейнстера. В 1693 году после смерти своего старшего брата Карла Шомберга, 2-го герцога Шомберга, Мейнхардт Шомберг также унаследовал титул герцога Шомберга.

## Графы Килдэр (1316)

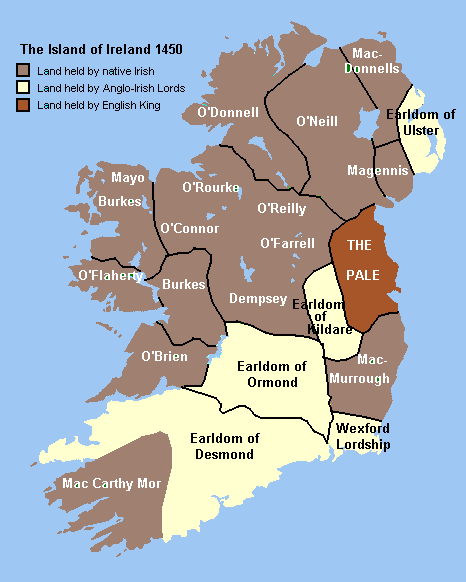
Карта Ирландии 1450 года, где изображено графство Килдэр на границе с областью Пейл

Другие титулы: лорд Оффали (с 1193 года)
- 1316—1316: Джон Фицджеральд, 1-й граф Килдэр (1250—1316), 4-й лорд Оффали (1286—1316), сын Томаса Фицджеральда (ум. 1271) и внук Мориса Фицджеральда, 2-го лорда Оффали;
- 1316—1328: Томас Фицджеральд, 2-й граф Килдэр (ум. 1328), младший сын 1-го графа Килдэра;
  - Джон Фицджеральд (1314—1323), старший сын 2-го графа Килдэра, умер в детстве;
- 1328—1329: Ричард Фицджеральд, 3-й граф Килдэр (1317—1329), второй сын 2-го графа Килдэра, умер неженатым;
- 1329—1390: Морис Фицджеральд, 4-й граф Килдэр (1318—1390), третий (младший) сын 2-го графа Килдэра;
- 1390—1432: Джеральд Фицджеральд, 5-й граф Килдэр (ум. 1432), сын 4-го графа Килдэра;
- 1432—1434: Джон Фицджеральд, 6-й граф Килдэр (ум. 1434), младший сын 4-го графа Килдэра;
- 1434—1478: Томас Фицджеральд, 7-й граф Килдэр (ум. 1478), сын 6-го графа Килдэра;
- 1478—1513: Джеральд Фицджеральд, 8-й граф Килдэр (ок. 1456—1513), старший сын 7-го графа Килдэра;
- 1513—1534: Джеральд Фицджеральд, 9-й граф Килдэр (1487—1534), старший сын 8-го графа Килдэра;
- 1534—1537: Томас Фицджеральд, 10-й граф Килдэр (ум. 1537), старший сын 9-го графа Килдэр. После неудачного восстания против английского владычества его титулы и владения были конфискованы. Скончался, не оставив потомства;

Другие титулы (11-й, 12-й и 13-й графы): граф Килдэр и барон Оффали (1554)
- 1569—1585: Джеральд Фицджеральд, 11-й граф Килдэр (1525—1585), второй сын 9-го графа Килдэра;
  - Джеральд Фицджеральд, лорд Оффали (1559—1580), старший сын 11-го графа, умер при жизни отца, не оставив сыновей;
- 1585—1597: Генри Фицджеральд, 12-й граф Килдэр (1562—1597), второй сын 11-го графа Килдэра. Скончался, не оставив сыновей;
- 1597—1599: Уильям Фицджеральд, 13-й граф Килдэр (ум. 1599), третий (младший) сын 11-го графа Килдэра. Скончался неженатым;
- 1599—1612: Джеральд Фицджеральд, 14-й граф Килдэр (ум. 1612), старший сын Эдварда Фицджеральда, младшего сына 9-го графа Килдэра;
- 1612—1620: Джеральд Фицджеральд, 15-й граф Килдэр (1611—1620), единственный сын 14-го графа Килдэра, умер в детстве;
- 1620—1660: Джордж Фицджеральд, 16-й граф Килдэр (1612—1660), сын Томаса Фицджеральда и внук Эдварда Фицджеральда, младшего брата 14-го графа Килдэра;
- 1660—1664: Вентворт Фицджеральд, 17-й граф Килдэр (1634—1664), старший сын 16-го графа Килдэра;
- 1664—1707: Джон Фицджеральд, 18-й граф Килдэр (1661—1707), единственный сын 17-го графа Килдэра;
  - Генри Фицджеральд, лорд Оффали (1683—1684), единственный сын 18-го графа Килдэра, умер в младенчестве;
- 1707—1744: Роберт Фицджеральд, 19-й граф Килдэр (1675—1744), единственный сын Роберта Фицджеральда (род. 1638), младшего сына 16-го графа Килдэра;

Другие титулы (20-й граф): виконт Лейнстер из Таплоу в графстве Багкингем (1747)
- 1744—1773: Джеймс Фицджеральд, 20-й граф Килдэр (1722—1773), сын 19-го графа Килдэра. В 1761 году получил титул маркиза Килдэра.

## Маркизы Килдэр (1761)
Другие титулы: граф Килдэр (с 1316), граф Оффали (1761), виконт Лейнстер из Таплоу в графстве Бакингем (1747) и лорд Оффали (с 1193)
- 1761—1773: Джеймс Фицджеральд, 1-й маркиз Килдэр (1722—1773), сын и преемник Роберта Фицджеральда, 19-го графа Килдэра
  - Джордж Фицджеральд, граф Оффали (1748—1765), старший сын 1-го маркиза Килдэра

## Герцоги Лейнстер, вторая креация (1766)

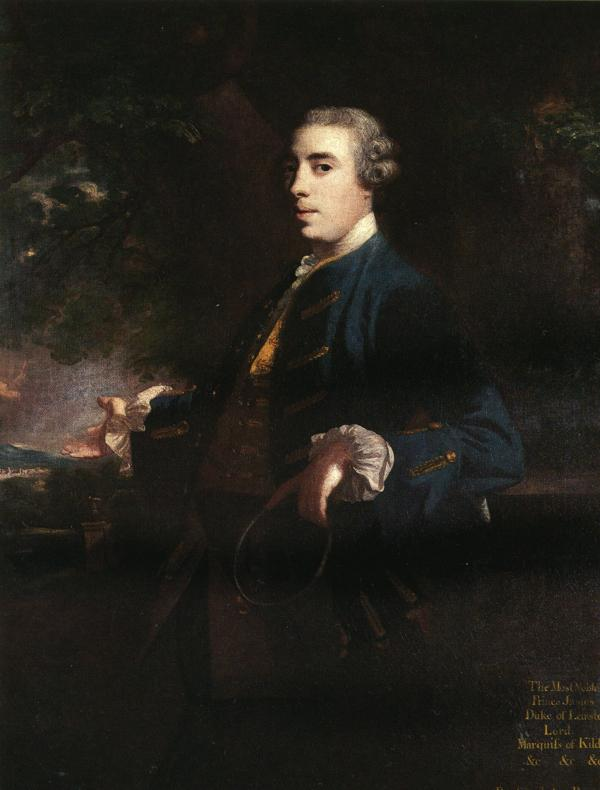
Джеймс Фицджеральд, 1-й герцог Лейнстер

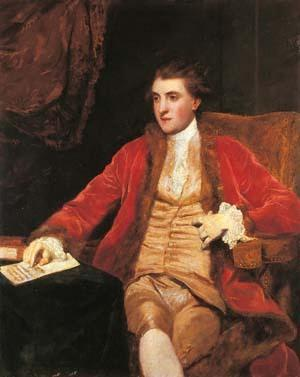
Уильям Фицджеральд, 2-й герцог Лейнстер

Другие титулы: маркиз Килдэр (1761), граф Килдэр (1316), граф Оффали (1761), виконт Лейнстер из Таплоу в графстве Бакингем (1747), лорд Оффали (с 1193)
- 1766—1773: Джеймс Фицджеральд, 1-й герцог Лейнстер (1722—1773), старший сын 19-го графа Килдэра;
- 1773—1804: Уильям Фицджеральд, 2-й герцог Лейнстер (1749—1804), второй сын 1-го герцога;
  - Джордж Фицджеральд, маркиз Килдэр (1783—1784), старший сын 2-го герцога, умер в младенчестве;
- 1804—1874: Август Фицджеральд, 3-й герцог Лейнстер (1791—1874), второй сын 2-го герцога;

Другие титулы (начиная с 4-го герцога): барон Килдэр (1870)
- 1874—1887: Чарльз Фицджеральд, 4-й герцог Лейнстер (1819—1887), старший сын 3-го герцога;
- 1887—1893: Джеральд Фицджеральд, 5-й герцог Лейнстер (1851—1893), старший сын 4-го герцога;
- 1893—1922: Морис Фицджеральд, 6-й герцог Лейнстер (1887—1922), старший сын 5-го герцога, умер неженатым;
- 1922—1976: Эдвард Фицджеральд, 7-й герцог Лейнстер (1892—1976), третий (младший) сын 5-го герцога Лейнстера;
- 1976—2004: Джеральд Фицджеральд, 8-й герцог Лейнстер (1914—2004), единственный сын 7-го герцога Лейнстера;
- с 2004 года: Морис Фицджеральд, 9-й герцог Лейнстер (род. 1948), старший сын 8-го герцога Лейнстера;
  - Томас Фицджеральд, граф Оффали (1974—1997), единственный сын 9-го герцога, погиб неженатым в автомобильной аварии;
  - лорд Джон Фицджеральд (1952—2015), младший сын 8-го герцога Лейнстера;
- Наследник: Эдвард Фицджеральд (род. 1988), единственный сын лорда Джона Фицджеральда (1952—2015), младшего сына 8-го герцога Лейнстера.

### Линия преемственности
- Эдвард Фицджеральд (род. 1988), единственный сын лорда Джона Фицджеральда (1952—2015), младшего сына 8-го герцога Лейнстера;
- Питер Чарльз Фицджеральд (род. 1925), внук лорда Чарльза Фицджеральда (1859—1928), пятого сына 4-го герцога Лейнстера;
- Стивен Питер Фицджеральд (род. 1953), сын Питера Фицджеральда.